# Салатрук (Бакау)
Салатрук (рум. Sălătruc) насеље је у Румунији у округу Бакау у општини Дарманешти. Oпштина се налази на надморској висини од 416 m.

## Становништво
Према подацима из 2002. године у насељу је живело 854 становника, од којих су сви румунске националности.